# Gabriel Vochin
Gabriel Vochin (Bucarest, 26 dicembre 1973) è un ex calciatore romeno, di ruolo difensore.